# National Biodiversity Network
National Biodiversity Network — британський проєкт, призначенням якого є популяризація збереження біологічного різноманіття планети за допомогою вебсайту "NBN Atlas", який містить різноманітні набори даних про живі організми планети. 

## Опис
На вересень 2020 року "NBN Atlas" містив понад 230 мільйонів записів видів із понад 900 різних наборів даних. Дані можуть бути доступні всім, хто цікавиться дикою природою Великої Британії, Північної Ірландії та острова Мен. 
Організатори проєкту вважають, що надаючи інструменти для збереження даних про дику природу вони полегшують прийняття розумних та обґрунтованих рішень щодо забезпечення захисту природного середовища зараз і для майбутніх поколінь.
В 2012 році сайт увійшов до ТОП-1000 благодійних організацій з найбільшими зборами пожертв.

## Зовнішні посилання
- Офіційна сторінка проєкту [Архівовано 6 вересня 2019 у Wayback Machine.]
- Офіційна сторінка "NBN Atlas" [Архівовано 16 січня 2022 у Wayback Machine.]